# Westminster (Vermont)
Westminster is een plaats (town) in de Amerikaanse staat Vermont. Deze maakt deel uit van Windham County en bestaat uit de volgende dorpen (villages):
- Westminster Village
- North Westminster
- Westminster West

In Westminster wordt veel landbouw bedreven en er worden schapen gehouden. In 1837 werden hier 13.766 schapen geschoren. Er staat verder een grote conservenfabriek van Baxter Brothers.

## Geschiedenis
- Op 13 maart 1775 vond in Westminster een bloedbad plaats.[2]
- Judah Paddock Spooner drukte hier in 1781 en 1782 met Timothy Green IV de eerste krant van Vermont, de Vermont Gazette.[3] Zij gebruikten hiervoor de oudste drukpers in Vermont, de Dresden Press, die gebouwd was door Judahs broer Alden Spooner.[4]

## Geboren in Westminster
- William C. Bradley (1782-1867), advocaat en congreslid
- Tara Correa-McMullen (1989-2005), actrice